# 할리 뤼스커
할리 뤼스커(Charly Luske, 1978년 9월 19일 ~ )는 네덜란드의 가수이자 배우이다.